# Pseudasterina granulosa
Pseudasterina granulosa är en sjöstjärneart som beskrevs av Khwaja Muhammad Sultanul Aziz och Jacques Jangoux 1985. Pseudasterina granulosa ingår i släktet Pseudasterina och familjen Asterinidae. Inga underarter finns listade i Catalogue of Life.